# 59. Münchner Sicherheitskonferenz
Die 59. Münchner Sicherheitskonferenz (MSC 2023) fand vom 17. bis 19. Februar 2023 im Hotel Bayerischer Hof in München statt.
Es war die erste Sicherheitskonferenz mit Botschafter Christoph Heusgen als Vorsitzendem.

## Teilnehmer
Teilnehmer waren u. a.

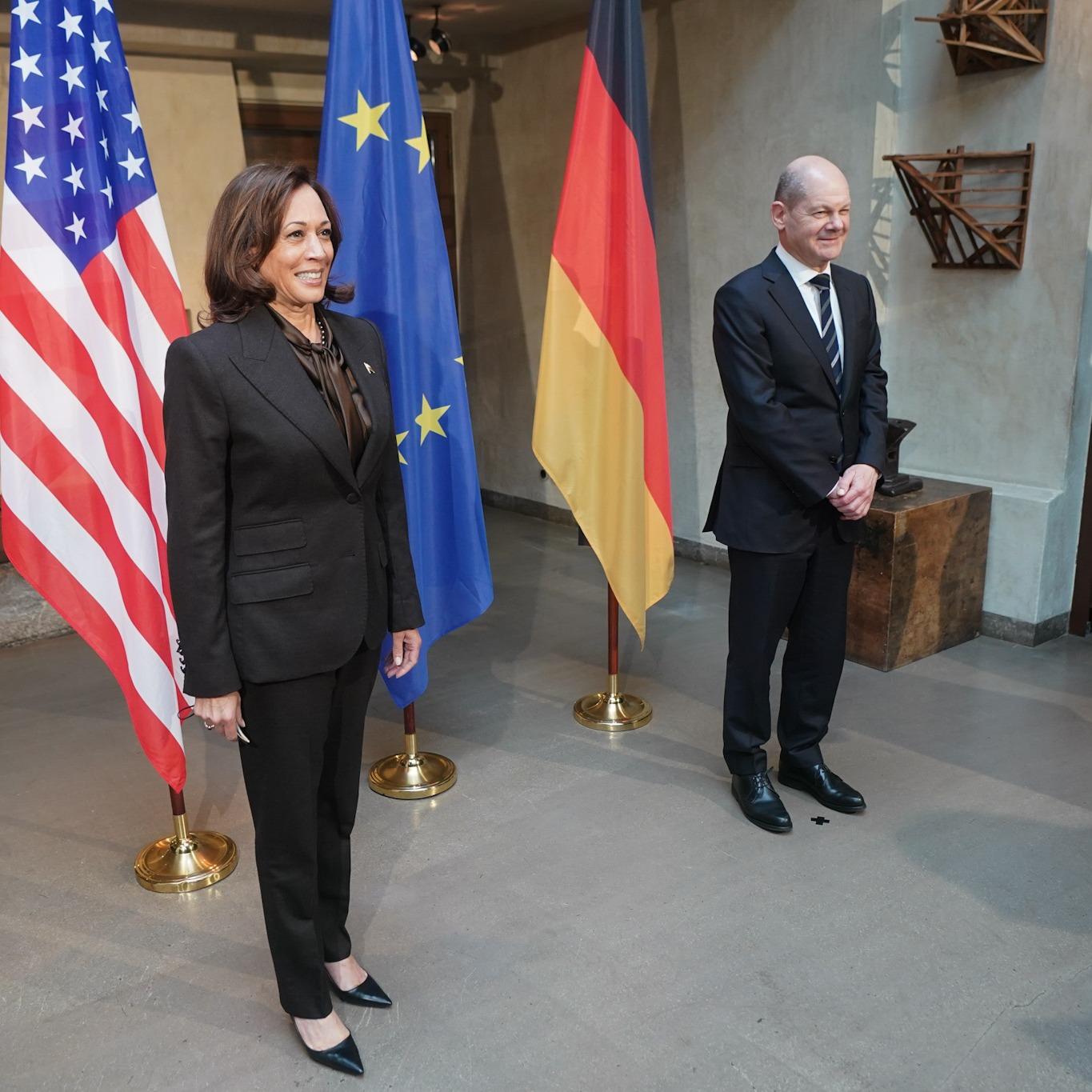
Kamala Harris und Olaf Scholz auf der 58. Münchner Sicherheitskonferenz

- Olaf Scholz, deutscher Bundeskanzler[3]
- Kamala Harris, Vizepräsidentin der Vereinigten Staaten
- Emmanuel Macron, französischer Präsident
- Wolodymyr Selenskyj, ukrainischer Präsident (zugeschaltet)
- Vitali Klitschko, Bürgermeister von Kiew
- Andrzej Duda, polnischer Präsident
- Ursula von der Leyen, EU-Kommissionspräsidentin
- Jens Stoltenberg, NATO-Generalsekretär
- Boris Pistorius, deutscher Verteidigungsminister[4]
- Annalena Baerbock, deutsche Außenministerin
- Antony Blinken, Außenminister der Vereinigten Staaten
- Wang Yi, ehem. chinesischer Außenminister[5]
- Dmytro Kuleba, Außenminister der Ukraine
- Ignazio Cassis, Außenminister der Schweiz
- Oleksij Resnikow, Verteidigungsminister der Ukraine
- Reza Pahlavi, ehem. Kronprinz des Iran
- Ilham Aliyev, Präsident von Aserbaidschan
- Milo Đukanović, Präsident von Montenegro
- Egils Levits, Präsident von Lettland
- Gitanas Nausėda, Präsident von Litauen
- Vjosa Osmani, Präsidentin des Kosovo
- Stevo Pendarovski, Präsident von Nordmazedonien
- Nataša Pirc Musar, Präsidentin von Slowenien
- Rumen Radew, Präsident von Bulgarien
- Maia Sandu, Präsidentin von Moldau
- Nana Akufo-Addo, Präsident von Ghana
- Mette Frederiksen, Premierministerin von Dänemark
- Bill Gates
- Robert Habeck
- Ulf Kristersson, Premierminister von Schweden
- Sanna Marin, Premierministerin von Finnland
- Michael McCaul
- Giorgia Meloni, Ministerpräsidentin von Italien
- Kyriakos Mitsotakis, Ministerpräsident von Griechenland
- Phil Murphy
- Jonas Gahr Støre, Premierminister von Norwegen
- Alexander De Croo, Premierminister von Belgien
- Najla Bouden Romdhane, Premierministerin von Tunesien
- Mohammed Shia' al-Sudani, Premierminister des Irak
- Irakli Gharibaschwili, Premierminister von Georgien
- Kaja Kallas, Ministerpräsidentin von Estland
- Dimitar Kovačevski, Ministerpräsident von Nordmazedonien
- Saara Kuugongelwa-Amadhila, Premierministerin von Namibia
- Francia Márquez, Vizepräsidentin von Kolumbien
- Nikol Paschinjan, Premierminister von Armenien
- Andrej Plenković, Premierminister von Kroatien
- Edi Rama, Premierminister von Albanien
- Aleksandar Vučić

Regierungsvertreter aus Russland waren wegen des Russischen Angriffs auf die Ukraine nicht eingeladen. Aus dem Iran waren ebenfalls keine Vertreter der Regierung aufgrund der Repressionen im Zuge der Proteste im Iran seit September 2022 eingeladen.

## Themen
Der Titel des Berichtes, den die Münchner Sicherheitskonferenz vor der Konferenz veröffentlicht hat und damit das Motto der Konferenz lautete „Re:Vision“. Zentrales Thema der Debatten war der Krieg Russlands gegen die Ukraine. Die weiteren Debatten fokussierten sich zum einen auf die verstärkten Bemühungen von autokratischen Staaten, die internationale Ordnung zu revidieren. Zum anderen rief die Konferenz zu neuen gemeinsame Visionen für die internationale Ordnung sowie Zusammenarbeit trotz geopolitischer Herausforderungen auf. Den Globalen Süden mehr in der Konferenz einzubeziehen, um globale Visionen zu diskutieren und zu ermöglichen, war ein Anliegen des neuen Vorsitzenden Christoph Heusgen, weshalb die erste Podiumsdiskussion am Samstagmorgen diesem Thema gewidmet wurde. Neben vielen Querschnittsthemen wie Klimawandel, Ernährungsunsicherheit oder Energiesicherheit standen auch regionale und länderspezifische Themen wie u. a. Iran, Horn von Afrika und Russland auf der Agenda der Konferenz.
Weitere Themen sind unter folgenden Schlagwörtern zusammengefasst: Defense (Verteidigung), Global Order (Globale Ordnung), Human Security (gesundheitliche, humanitäre und weitere nicht-traditionelle Sicherheitsherausforderungen), Sustainability (Nachhaltigkeit), Technology (Technologie).